# 小行星5673
小行星5673（英語：5673 McAllister）是一颗围绕太阳公转的小行星。1986年9月6日，愛德華·鮑威爾在可可尼诺县发现了此天体。
这颗小行星的绝对星等为336.2780790594543等。